# Amphinotus muscosus
Amphinotus muscosus är en insektsart som beskrevs av Henry, G.M. 1933. Amphinotus muscosus ingår i släktet Amphinotus och familjen torngräshoppor. Inga underarter finns listade i Catalogue of Life.